# Austin Daye
Austin Darren Daye (Irvine, California, 5 de junio de 1988) es un jugador de baloncesto estadounidense. Con 2,11 metros de altura, juega en la posición de alero. Es hijo del exjugador de la NBA y de varios equipos en Europa Darren Daye. 

## Trayectoria deportiva

### Universidad
Jugó durante dos temporadas con los Bulldogs de la Universidad Gonzaga, en las que promedió 11,6 puntos y 5,8 rebotes por partido. Su debut en la competición escolar no pudo ser más prometedor, conasiguiendo 20 puntos y 10 rebotes ante Montana, saliendo desde el banquillo y tras haber fallado sus dos primeros lanzamientos a canasta. Consiguió 54 tapones a lo largo de la temporada, la cuarta mejor marca individual de la historia de Gonzaga. Fue elegido en el mejor quinteto de novatos de la West Coast Conference.
En su segunda temporada volvió a tener un gran inicio, con 15 puntos y 12 rebotes conseguidos ante Montana State. Su récord de anotación lo logró ante Santa Clara, consiguiendo 28 puntos. Al término de la temporada, se declaró elegible para el draft de la NBA.

### Estadísticas
| Temporada | Equipo           | P  | PTS  | REB | AST | ROB | TAP | %TC  | %3P  | %TL  | MIN  | PER |
| --------- | ---------------- | -- | ---- | --- | --- | --- | --- | ---- | ---- | ---- | ---- | --- |
| 2007-08   | Gonzaga Bulldogs | 33 | 10.5 | 4.7 | 1.0 | 0.6 | 1.6 | .475 | .413 | .881 | 18.5 | 1.7 |
| 2008-09   | Gonzaga Bulldogs | 34 | 12.7 | 6.8 | 1.1 | 0.7 | 2.1 | .477 | .429 | .706 | 26.3 | 2.1 |
| Totals:   | Totals:          | 77 | 14.6 | 5.8 | 1.0 | 0.7 | 1.9 | .477 | .422 | .790 | 22.4 | 1.9 |

### Profesional
Fue elegido en la decimoquinta posición del Draft de la NBA de 2009 por Detroit Pistons.
El 30 de enero de 2013, fue enviado a Memphis en un traspaso a tres bandas entre Pistons, Raptors y Grizzlies que también involucró a Rudy Gay, Hamed Haddadi, Tayshaun Prince, José Manuel Calderón y Ed Davis.
El 1 de agosto de 2013, Daye firmó con los Toronto Raptors. El 20 de febrero de 2014, fue traspasado a los San Antonio Spurs a cambio de Nando de Colo. El 15 de marzo de 2014, fue asignado a los Austin Toros de la Liga de desarrollo de la NBA, pero fue rescatado al día siguiente. El 15 de junio de 2014, Daye ganó su primer anillo de NBA después de que los Spurs derrotaran a los Miami Heat 4 partidos a 1 en las Finales de la NBA de 2014.
En septiembre de 2015 fichó por una temporada con los Cleveland Cavaliers.
En diciembre de 2023 fue contratado por el Muharraq Club de la Liga Premier de Baréin.

## Estadísticas de su carrera en la NBA

### Temporada regular
| Año     | Equipo      | PJ  | PT | MPP  | %TC  | %3P  | %TL   | RPP | APP | ROB | TPP | PPP |
| ------- | ----------- | --- | -- | ---- | ---- | ---- | ----- | --- | --- | --- | --- | --- |
| 2009-10 | Detroit     | 69  | 4  | 13.3 | .464 | .305 | .821  | 2.5 | .5  | .4  | .4  | 5.1 |
| 2010-11 | Detroit     | 72  | 16 | 20.1 | .410 | .401 | .759  | 3.8 | 1.1 | .5  | .5  | 7.5 |
| 2011-12 | Detroit     | 41  | 4  | 14.7 | .322 | .210 | .814  | 2.2 | .8  | .5  | .5  | 4.7 |
| 2012-13 | Detroit     | 24  | 0  | 14.5 | .443 | .525 | .833  | 2.6 | .9  | .2  | .3  | 5.1 |
| 2012-13 | Memphis     | 31  | 0  | 10.6 | .423 | .345 | .688  | 1.9 | .7  | .3  | .5  | 4.0 |
| 2013-14 | Toronto     | 8   | 0  | 4.1  | .231 | .000 | .667  | .9  | .3  | .0  | .0  | 1.0 |
| 2013-14 | San Antonio | 14  | 1  | 8.2  | .382 | .414 | .571  | 1.4 | .4  | .3  | .4  | 4.1 |
| 2014-15 | San Antonio | 26  | 4  | 10.3 | .348 | .333 | 1.000 | 2.3 | .3  | .3  | .1  | 4.0 |
| 2014-15 | Atlanta     | 8   | 0  | 9.5  | .385 | .357 | .500  | 1.8 | 1.0 | .5  | .3  | 3.3 |
| Total   | Total       | 293 | 29 | 14.1 | .402 | .351 | .778  | 2.6 | .7  | .4  | .4  | 5.2 |

### Playoffs
| Año   | Equipo      | PJ | PT | MPP | %TC  | %3P  | %TL   | RPP | APP | ROB | TPP | PPP |
| ----- | ----------- | -- | -- | --- | ---- | ---- | ----- | --- | --- | --- | --- | --- |
| 2013  | Memphis     | 4  | 0  | 5.0 | .375 | .000 | 1.000 | .3  | .0  | .0  | .3  | 1.8 |
| 2014  | San Antonio | 1  | 0  | 6.0 | .000 | .000 | .000  | 1.0 | .0  | .0  | .0  | .0  |
| Total | Total       | 5  | 0  | 5.2 | .300 | .000 | 1.000 | .4  | .0  | .0  | .2  | 1.4 |